# Лиепиньш, Янис (писатель)
Янис Лиепиньш (латыш. Jānis Liepiņš; 19 октября 1930, Лубана — 31 мая 2022, Рига) — латышский писатель, публицист и врач. Доктор медицинских наук.

## Биография
Родился 19 октября 1930 года в семье пекаря в Лубане. C 1938 по 1944 год учился в Лубанской начальной школе, затем с 1944 по 1949 год в гуманитарном классе Мадонской гимназии. В 1946 году мать Лиепиньша была арестована, осуждена и выслана в Магадан за поддержку национальных партизан. 25 марта 1949 года отца и бабушку также коснулась депортация.
С 1949 по 1950 год проходил обучение на Медицинском факультете Латвийского университета, затем с 1950 по 1955 в Рижском медицинском институте. С 1955 по 1961 год работал главврачом в Ренде и врачом диетологом во 2ой Рижской больнице. С 1962 году работал научным сотрудником Института экспериментальной и клинической медицины Латвийского университета. В 1966 году получил степень кандидата медицинских наук (с 1992 доктор наук в Латвии). В 1990-х годах Лиепиньш был преподавателем в Рижской средней школе японского языка и культуры, а с середины 1990-х годов статьи Лиепиньша о латышской культуре и событиях в политической и общественной жизни Латвии публиковались в канадской газете Latvija Amerika. Почетный член Латвийской медицинской ассоциации.

### Эссе и сборники рассказов
- «Pareiza krāsa» (1966)
- «Nedariet pāri» (1971)
- «Vasarlaiks» (1977)
- «Zaļš mutulis» (1980)
- «Vārddevības» (1983, серия Rakstnieki par literatūru)
- «Mirgojošie apļi» (1985)
- «Smalki ļaudis» (1990)
- «Cildenās dāmas. Fakti un iespējamības. Grāmata par latviešu aktrisēm un rakstniecēm» (1994)
- «Mani pacienti» (1998)
- «Mazais profesors. Lūkojums uz Kristapu Rudzīti» (1999)
- «Pretviļņi un bedres. Atmiņu rūgtā inde» (2000)
- «Savi un sveši» (2001)
- Zirdzinieki. Pieredzējumu stāsti (2005)
- «Tautas turētāji» (2008)
- «Higieijas klēpis. Apcerējumi par ārstiem un ārstniecību» (2014)
- Ārrīgas teātris. Monologi, dialogi, eseju meti (2015)
- Nezūdamība. Piezīmes par latviešiem citu tautu vidū (2016)
- Otrais zvans. Mazas piezīmes (2017)
- «Ziedēšana. Teātra ziedonis un Ziedonis Ķemeros» (2018, про театр, актёров и Иманта Зиедониса)

### Сборники стихов
- «Balzamīne» (1981)
- «Mēmā āre» (2000)

### Научно-популярные книги
- «Medus uzturam un ārstniecībai» (1962)
- «Kā ēst» (1964)
- «Ābolziedu mans zirdziņš…» (1975, в соавторстве с Р. Балтакменисом)
- «Naida pīpe» (1983)
- «Cilvēks pats» (1992, 1996)